# Mate.O
Mate.O je umělecké jméno Mateusza Otremby (* 1977 Vratislav) polského vokalisty, kytaristy, skladatele a významného představitele současné křesťanské hudební scény v Polsku.
Jeho tvůrčí hudbu je možné zařadit mezi pop-jazz a obsahuje zajímavé myšlenky a aranžmá s výjimečnými texty jednotlivých skladeb.
Mate.O koncertoval několikrát v ČR, mimo jiné v Bystřici nad Olší (2003) na Svátku tří bratří v Českém Těšíně (2006) na festivalech XcamP (2002, 2006, 2019) nebo Colours of Ostrava (2007). Koncertoval také v USA, v Kanadě, v Německu, ve Velké Británii, na Slovensku, na Ukrajině a v Bělorusku.

## Diskografie
- 2012: Mate.O Akustyczny i Przyjaciele / Usiądź przy mnie - na żywo
- 2006: Zapominam siebie
- 2004: Piosenki Młodych Wojowników (živá nahrávka)
- 2004: Grace of God (Accoustic Summer04) (singl)
- 2002: Jesteś dobry dla mnie
- 1998: Totalne uwielbienie